# Yokohama, Kobe Arena Tour「Life is Beautiful」
『Yokohama, Kobe Arena Tour「Life is Beautiful」』（よこはま こうべ アリーナツアー「ライフ イズ ビューティフル」）は、日本のロックバンド・go!go!vanillasが2021年11月に開催した、初となるアリーナツアー。

## 概要
2021年11月に開催された、バンド史上初となるアリーナツアー。
タイトルの由来は、牧が好きな映画「ライフ・イズ・ビューティフル」。登場人物がユーモアを忘れずに機転を利かせて困難を楽しいものに変えながら乗り越えていく姿勢が今の世の中に必要なように感じたことからツアーと楽曲のタイトルに採用した。牧は「今は辛辣なことやリアルさを求められる風潮になっているけど、本来のエンターテイメントしかり、音楽しかり、誰かを救うためだったり、人生が楽しくなったりするためにあるってことを忘れないようにしないといけないと思う」と述べている。
2021年開催の「PANDORA TOUR 2021」東京・Zepp Haneda公演にて本ツアーの開催が発表された。
前年（2020年）に日本武道館公演を成功させて以来のアリーナ規模のワンマンライブとなった。牧は今ツアーの意気込みとして、「横浜アリーナは武道館に比べてお客さんとの距離感がすごく遠いから、一番後ろで聴いている人も疎外感を感じないようなライブをしたい。」と発言していた。
本ツアーでは、ライブ会場限定でCD「LIFE IS BEAUTIFUL」が販売された。新たに書き下ろした新曲「LIFE IS BEAUTIFUL」や登場SEとして使用した新曲「RUN RUN RUN」などが収録された。
本ツアーの神戸公演のドキュメンタリー映像が2021年11月25日にYouTubeにて公開された。また、横浜アリーナ公演のライブ映像やドキュメンタリー映像、一部のライブ音源が2022年3月発売の8thシングル「青いの。」に収録されている。

## 評価
音楽ライターの蜂須賀ちなみは、本ツアーの横浜アリーナ公演に関して、大画面を利用した映像演出など、音楽とリンクさせる形で舞台演出を行っていたことに言及した上で「ライブ1本の組み立て方として次のフェーズに入った手応えがあったものの、“新しいことをやるぞ”と気張っている感じはなく、大舞台に緊張している様子もなく、何よりも先に“ライブって楽しい！”という感情が溢れ出してしまっているのがバニラズらしい。」と述べている。

## 日程・会場
| 日程   | 日程     | 会場                        | 開場  | 開演  | 備考 |
| ------ | -------- | --------------------------- | ----- | ----- | --- |
| 2021年 | 11月13日 | 兵庫 神戸ワールド記念ホール | 17:00 | 18:00 | |
| 2021年 | 11月14日 | 兵庫 神戸ワールド記念ホール | 16:00 | 17:00 | |
| 2021年 | 11月21日 | 神奈川 横浜アリーナ         | 17:00 | 18:00 | 本ツアーの最終公演。有料でライブの模様の生配信が行われた。また、アンコールでは「青いの。ツアー 2022」の開催が発表された。 |

## セットリスト
Live at 横浜アリーナ (2021.11.21)
1. マジック
2. 平成ペイン
3. クライベイビー
4. お子さまプレート
  - ステージ上のスクリーンには笑顔の子供たちの映像が映し出された[8]。
5. 鏡
6. 12:25
  - 柳沢がボーカルを務める楽曲。
7. バームクーヘン
  - プリティがボーカルを務める楽曲。
8. Ready Steady go!go!
  - ジェットセイヤがボーカルを務める楽曲。
9. デッドマンズチェイス
  - メンバー全員がボーカルを務める楽曲。
10. 倫敦
11. ca$h from chao$
12. アダムとイヴ
13. アクロス ザ ユニバーシティ
  - 柳沢が体調不良で一時的に離脱したため、急遽柳沢以外の3人で演奏した。次の曲から柳沢は復帰している[8]。
14. カウンターアクション
  - 日替わり曲。神戸公演2日目のみ「No.999」が披露された。
  - 横浜アリーナ公演では、この曲の披露から柳沢が復帰[8]。
15. ストレンジャー
  - 柳沢がボーカルを務める楽曲。
16. one shot kill
17. エマ
18. LIFE IS BEAUTIFUL
  - 本ツアーのために書き下ろした楽曲で、本ツアーで初披露された[11][12]。
  - 牧のMCに続く形で披露された[8]。
19. パラノーマルワンダーワールド

Encore
1. ロールプレイ
2. アメイジングレース
3. ギフト
  - 牧のMCに続く形で披露された[8]。